# سوپرمارین سیگل تایپ ۳۸۱
سوپرمارین سیگل تایپ ۳۸۱ (به انگلیسی: Supermarine_Seagull_(1948)) یک هواگرد ملخ‌پیشین تک‌موتوره از نوع امداد و نجات دریایی ساخت شرکت Supermarine است. هواگرد سوپرمارین سیگل تایپ ۳۸۱ نخستین پروازش را در ۱۴ ژوئیه ۱۹۴۸ میلادی انجام داد. در مجموع، تعداد ۲ فروند از این هواگرد ساخته شده‌است.